# Торговая сторона
Торговая (Славе́нская) сторона, или «пол» — половина (известна также под названием «онипол» — оный пол; другая половина называлась Софийской стороной) — исторический район Великого Новгорода, расположенный на правом берегу («стороне») Волхова. Своё название получила от расположенного на ней Торга (городского рынка).
С X по XII век на торговой стороне располагался Славенский конец Новгорода (отсюда её второе название). В XII веке из Славенского конца выделился Плотницкий конец, или «Плотники», и Торговая сторона стала отныне включать в себя уже два новгородских конца.
Торговая сторона стала заселяться начиная с X века. Тогда же, очевидно, возник и Торг. В XI веке на этой стороне располагался Ярославов («Ярославль»), или «княжий» дворец (Ярославово дворище) — княжеская резиденция.
В 1571 году Торговая сторона была выделена в опричнину, на Великом мосту появились решётки.